# I Washed My Hands in Muddy Water
I Washed My Hands in Muddy Water is een countrylied dat geschreven is door de Amerikaanse countryzanger Joe Babcock (1932). Stonewall Jackson was in 1965 de eerste die het op de plaat zette. De single bereikte de achtste plaats in de Hot Country Singles, de country-hitparade (thans de Hot Country Songs geheten). Daarna is het nummer ook door anderen opgenomen, onder wie Charlie Rich, Johnny Rivers en Elvis Presley.
De ik-figuur in het lied krijgt steeds voorgehouden (door zijn vader en door een vriendelijke gevangenbewaarder) dat hij moet proberen schone handen te houden. Hij blijft echter vuile handen maken door verkeerde dingen te doen. Het lijkt wel of hij voortdurend  zijn handen wast in modderig water.

## Versies
Charlie Rich zette het nummer op de B-kant van zijn single Mohair Sam uit 1965. De plaat haalde de 21e plaats in de Billboard Hot 100.
The Spencer Davis Group nam het nummer op voor zijn tweede lp, The Second Album van januari 1966.
Johnny Rivers bracht het nummer in 1966 als single uit. De plaat haalde de 19e plaats in de Billboard Hot 100. Het nummer staat ook op het  verzamelalbum Golden Hits uit hetzelfde jaar.
Elvis Presley nam het nummer op voor zijn lp Elvis Country (I'm 10,000 Years Old) van januari 1971.
Björn Skifs zette het nummer op zijn album Pinewood Rally uit 1973.
George Thorogood & The Destroyers namen het nummer op voor hun album Ride 'til I Die uit 2003.